# Sporophila minuta
Sporophila minuta là một loài chim trong họ Thraupidae.